# Jardin botanique de Darjeeling
Le jardin botanique de Darjeeling (anciennement: Lloyd's Botanical Garden) est un jardin botanique situé dans la ville de Darjeeling dans l'état indien du Bengale-Occidental.

## Historique
Le jardin a été créé en 1878 quand le jardin botanique de Calcutta, désirant créer une annexe, acheta 16 hectares de terrain dans la ville de Darjeeling. Ce terrain fut fourni par William Lloyd qui donna son nom au jardin.

## Description
Le jardin abrite des plantes typiques de la végétation de la région montagneuse de Darjeeling et du Sikkim telles que des cotonéasters, des chênes, des rhododendrons, des bambous ou des magnolias. Le jardin abrite aussi une collection d'orchidées provenant de la Singalia Ridge. Une autre collection présente 150 espèces de cactées et de succulentes.